# Rosewood Hotels & Resorts
Rosewood Hotels & Resorts est un groupe international d’hôtellerie de luxe fondé en 1979 à Dallas aux États-Unis. Aujourd’hui, il assure la gestion de 18 propriétés et prépare l’ouverture ou la réouverture de 19 nouveaux hôtels à l’horizon 2020.

## Histoire

### Création
En 1979, Caroline Rose Hunt, hôtelière et philanthrope américaine transforme un manoir historique à Dallas en un restaurant et hôtel : Rosewood Mansion on Turtle Creek.
Rosewood Hotels & Resorts adopte deux approches pour élargir son portefeuille. D'une part, il construit de nouvelles propriétés telles que Las Ventanas al Paraiso, A Rosewood Resort à Los Cabos en 1997. De l'autre, il fait l’acquisition d’hôtels de luxe historiques comme The Carlyle, A Rosewood Hotel à New York en 2000.

### Développements récents
En 2011, Rosewood Hotels & Resorts est vendu à New World Hospitality, rebaptisé depuis Rosewood Hotel Group.
Depuis, le groupe s'implante en Europe avec l'ouverture de Rosewood London et de Rosewood Castiglion del Bosco et l’acquisition de l'hôtel de luxe parisien de la Place de la Concorde, l’Hôtel de Crillon, désormais connu sous le nom Hôtel de Crillon, A Rosewood Hotel.
En Asie, la chaine hôtelière planifie l'ouverture de 11 nouvelles propriétés pour 2020.

## Philosophie

### Relationship Hospitality
Le groupe prône le concept de « Relationship Hospitality » (hôtellerie relationnelle) qui mise sur le maintien de liens humains solides avec les clients et les collaborateurs.

### A Sense of Place
En 2013, Rosewood Hotels & Resorts adopte le concept « A Sense of Place » qui vise à refléter l’histoire et la culture de chacune des destinations. Ce principe, devenu slogan, est intégré au logo. Ainsi, les hôtels du groupe se veulent ouverts sur les villes qui les accueillent et promoteurs du savoir-faire local.

### Rosewood Curators
Chaque propriété fait appel à des célébrités habituées des lieux qui partagent leurs expériences et sensibilités autour de l'une des destinations de la chaine. La liste des curateurs inclut, entre autres Jessica Alba, Steve Young, Iris Apfel, Condoleezza Rice et Johnnie To.

## Propriétés

### Propriétés actuelles

#### Europe
- Rosewood London, à Londres, Royaume-Uni
- Rosewood Castiglion del Bosco, à Montalcino, Italie
- Hôtel de Crillon, A Rosewood Hotel, à Paris, France[13]

#### Amérique du Nord
- The Carlyle, A Rosewood Hotel, à New York, États-Unis
- Rosewood Mansion on Turtle Creek, à Dallas, États-Unis
- Rosewood Inn of the Anasazi, à Santa Fe, États-Unis
- Rosewood CordeValle, à San Martin, États-Unis
- Rosewood Sand Hill, à Menlo Park, États-Unis
- Rosewood Washington, D.C., à Washington, États-Unis
- Rosewood Hotel Georgia, à Vancouver, Canada

#### Amérique Centrale
- Las Ventanas al Paraiso, A Rosewood Resort, à Los Cabos, Mexique
- Rosewood Mayakoba, à Riviera Maya, Mexique
- Rosewood San Miguel de Allende, à San Miguel de Allende, Mexique
- Jumby Bay, A Rosewood Resort, à l'île d'Antigua aux Caraïbes
- Rosewood Tucker’s Point, aux Bermudes

#### Moyen-Orient
- Rosewood Jeddah, à Djeddah, Arabie Saoudite
- Rosewood Abu Dhabi, à Abou Dhabi, Émirats Arabes Unis

#### Asie
- Rosewood Beijing, à Pékin, Chine

### Propriétés en développement

#### Europe
- Rosewood Edinburgh (2018), à Édimbourg, Royaume-Uni

#### Amérique du Nord
- Rosewood Miramar Beach Montecito (2018), à Santa Barbara, États-Unis

#### Amérique Centrale et du Sud
- Rosewood Mandarina (2019), à Riviera Nayarit, Mexique
- Rosewood Puebla (2017), à Puebla, Mexique
- Rosewood  Little Dix Bay (2017), à Virgin Gorda
- Rosewood Baha Mar (2018), à Nassau aux Bahamas
- Rosewood Papagayo, Costa Rica (2019), à Papagayo, Costa Rica
- Rosewood São Paulo (2018), à São Paulo, Brésil

#### Asie
- Rosewood Phnom Penh (2017), à Phnom Penh, Cambodge
- Rosewood Siem Reap (2019), à Siem Reap, Cambodge
- Rosewood Sanya (2017), à Sanya, Chine
- Rosewood Guangzhou (2018), à Guangzhou, Chine
- Rosewood Hong Kong (2018), à Hong Kong, Chine
- Rosewood Luang Prabang (2017), à Luang Prabang, Laos
- Rosewood Bangkok (2019), à Bangkok, Thaïlande
- Rosewood Phuket (2017), à Phuket, Thaïlande
- Rosewood Hoi An (2019), à Hoi An, Vietnam
- Rosewood Jakarta (2020), à Jakarta, Indonésie
- Rosewood Tanah Lot, Bali (2019), à Tanah Lot, Indonésie